# Xã Bluffton, Quận Yell, Arkansas
Xã Bluffton (tiếng Anh: Bluffton Township) là một xã thuộc quận Yell, tiểu bang Arkansas, Hoa Kỳ. Năm 2010, dân số của xã này là 160 người.